# Girókuti Ferenc
Girókuti Ferenc (Pinczker Ferenc, Juta, Somogy vármegye, 1816. július 23. – Budapest, 1895. november 6.) mezőgazdasági szakíró, lapszerkesztő, a Budapesti Gazdasági Múzeum igazgatója és a tanszermúzeum felügyelője.

## Élete
A gazdasági pályán nevelkedett, majd a Dunántúlon többfelé is gazdatiszt volt. Az 1850-es évek végén Kemény Sámuel gróf gazdatisztje volt Girókután Erdélyben; ekkor Pinczker családi nevét Girókutira változtatta (egy ideig előnévként használta a Pinczkéri nevet). Később Pestre ment és az országos magyar gazdasági egyesületnél nyert alkalmazást. Kiváló érdemeket szerzett a kertészet és gyümölcsészet terén.
Gazdasági cikkei a Girókuti Erdélyi Naptárában (1859.), a Budapesti Naptárban (1860.), a Gazdasági Lapokban (1860-61., 1872-73. sat.), a Magyar Gazdában (1860.), a Falusi Gazdában (1861-64.), az Országos Nagy Képes Naptárban (1861-62.), a Remény-Naptárban (1865.), a Kertészgazdában (1865-73.), a K. M. Természettud. Közlönyben (VII. 1867.), a Népiskolai Könyvtárban (1868. A gazdagulás mestersége), a Magyar Gazdában (1874.) sat. jelentek meg.

## Munkái
- Kertészgazdászati ügynöksége első magárjegyzéke. Pest, 1861 (2. Magárjegyzéke. Pest, 1862)
- Magyarország gyümölcsészete szinezett rajzokban. Pest, 1862-63, hat füzet
- Gyakorlati dinnyetermesztés melegágyban s a szabadban. Pest, 1866
- A fák alak- és fejlődéstana. Kertészgazdák, erdészek, tanítók és a fák iránt érdeklődő művelt közönség számára. Bpest, 1881 (Kozocsa Tivadarral együtt)

Kiadta dr. Miskolczy Mihály Magyar szőlő isméjét (Pest, 1867)
Szerkesztette és kiadta Budapesten a Falusi Gazdát 1861-től 1865. március végéig; a Kertész-Gazdát 1865. április 2-től 1873. június 29-ig, a Népkertészét 1881-től; továbbá szerkesztette a Girókuti Erdélyi Naptárát 1859-60, az Országos Nagy Képes Naptárt 1861-62-re, a Budapesti Naptárt 1861-63-ra, a Kertészgazdászati Képes-Naptárt 1863-ra (báró Nyáry Gyulával együtt), a Remény Naptárt 1864-65. és a Falusi Gazda Naptárát 1868-ra.